# Mangawan
Mangawan é uma cidade e uma nagar panchayat no distrito de Rewa, no estado indiano de Madhya Pradesh.

## Geografia
Mangawan está localizada a 24° 41′ N, 81° 33′ L. Tem uma altitude média de 305 metros (1 000 pés).

## Demografia
Segundo o censo de 2001, Mangawan tinha uma população de 11 556 habitantes. Os indivíduos do sexo masculino constituem 53% da população e os do sexo feminino 47%. Mangawan tem uma taxa de literacia de 57%, inferior à média nacional de 59,5%: a literacia no sexo masculino é de 68% e no sexo feminino é de 45%. Em Mangawan, 18% da população tem menos de 6 anos de idade.